# Таксоны рода Млечник

## СекцияDapetes(Fr.exJ. Kickx f.)Burl.
Млечный сок жёлтый, красный, оранжевый, винно-коричневый, сиреневый или синий, обычно не меняет цвета на воздухе. Мякоть становится тёмно-зелёной очень быстро или медленно, иногда лишь на следующий день. Шляпка и ножка молодых плодовых тел сухие или влажные. Споры у всех видов примерно одинаковы по размеру, цвету, формы и характеру поверхности.
| Название | Ареал                              | Экология                  |
| --- | ---------------------------------- | ------------------------- |
| Lactarius barrowsii Hesler & A.H. Sm. 1979                                                                   | США: Нью-Мексико                   | Хвойные леса              |
| Lactarius chelidonium Peck 1872                                                                              | Центральная часть Северной Америки | Хвойные леса              |
| Lactarius deliciosus (L.) Gray 1821 — Рыжик настоящий, или Млечник деликатесный — типовой вид секции Dapetes | Европа, Северная Америка           | Хвойные леса              |
| Lactarius deterrimus Gröger 1968 — Рыжик еловый                                                              | Европа, Северная Америка           | Хвойные леса              |
| Lactarius hemicyaneus Romagn. 1958                                                                           | Европа                             | Хвойные леса              |
| Lactarius indigo (Schwein.) Fr. 1838 — Млечник голубой                                                       | Юго-восток США, Мексика            | Хвойные и лиственные леса |
| Lactarius japonicus (Kawam.) Lar.N. Vassiljeva 1973                                                          | Дальний восток                     | Смешанные леса            |
| Lactarius paradoxus Beardslee & Burl. 1940                                                                   | Восток Северной Америки            | Хвойные и лиственные леса |
| Lactarius pinicola Smotl. ex Z. Schaef. 1970                                                                 | Европа                             | Хвойные леса              |
| Lactarius pseudodeliciosus Beardslee & Burl. 1940                                                            | США: Флорида                       |                           |
| Lactarius quieticolor Romagn. 1958                                                                           | Европа: Франция                    | Хвойные леса              |
| Lactarius rubrifluus Gillet 1870                                                                             |                                    |                           |
| Lactarius rubrilacteus Hesler & A.H. Sm. 1979 — Рыжик красномлечный                                          | Запад США                          | Хвойные леса              |
| Lactarius salmoneus Peck 1898                                                                                | США, описан из Алабамы             | Смешанные леса            |
| Lactarius salmonicolor R. Heim & Leclair 1953                                                                | Мексика, Европа: Франция           | Хвойные леса              |
| Lactarius semisanguifluus R. Heim & Leclair 1950                                                             | Европа                             | Хвойные леса              |
| Lactarius subpurpureus Peck 1878                                                                             | Восток США                         | Хвойные леса              |
| Lactarius thyinos A.H. Sm. 1960                                                                              | Восток Северной Америки            | Хвойные леса              |

## СекцияPlinthogali(Burl.)Singer
Синонимы:
- Lactarius subg. Plinthogalus (Burl.) Hesler & A.H. Sm. 1979

Шляпка обычно сухая и бархатистая (иногда влажная у L. acris и L. subplinthogalus), черноватого, бурого, коричневатого или сероватого цвета, никогда не окрашена ярко. Мякоть на воздухе становится красной, сиреневой, коричной, винной или красно-коричневой (у некоторых видов желтеет). Млечный сок белый, реже прозрачный или коричневатый, на воздухе цвет не меняет или становится одного из вышеупомянутых цветов. Пластинки частые или редкие. Вкус пресный или горький, реже острый или жгучий. Плевроцистиды имеются почти у всех видов. Макроцистиды редко присутствуют. Хейлоцистиды многочисленны, например, у L. eburneus и L. subvernalis.
| Название                                                           | Ареал                                  | Экология                             |
| ------------------------------------------------------------------ | -------------------------------------- | ------------------------------------ |
| Lactarius acris (Bolton) Gray 1821 — Млечник острый                | Евразия                                | Лиственные и смешанные леса          |
| Lactarius atroolivaceus Hesler & A.H. Sm. 1979                     | США: Теннесси                          | Смешанные леса                       |
| Lactarius azonites (Bull.) Fr. 1838 — Млечник беззоновый           | Евразия                                | Лиственные, хвойные и смешанные леса |
| Stubbe, Verbeken & Watling 2007                                    | Малайзия                               |                                      |
| Lactarius eburneus Thiers 1957                                     | США, Техас                             | Лиственные леса                      |
| Lactarius fallax A.H. Sm. & Hesler 1962                            | Северо-запад США                       | Хвойные леса                         |
| Lactarius gerardii Peck 1873                                       | Восток США                             | Смешанные леса                       |
| Lactarius fuliginellus A.H. Sm. & Hesler 1962                      | США: Мичиган                           | Хвойные леса                         |
| Lactarius fuliginosus (Krapf) Fr. 1838 — Млечник тёмно-бурый       | Евразия, Северная Америка              | Смешанные и лиственные леса          |
| Lactarius fumosus Peck 1872                                        | Восток Северной Америки                |                                      |
| Stubbe, Verbeken & Watling 2007                                    | Малайзия                               |                                      |
| Lactarius lignyotus Fr. 1855 — типовой вид секции Plinthogali      | Европа, Северная Америка               | Хвойные леса                         |
| Lactarius lignyotellus A.H. Sm. & Hesler 1962                      | США: Северная Каролина                 | Хвойные леса                         |
| Lactarius louisii Homola 1976                                      | США: Пенсильвания                      | Лиственные леса                      |
| Stubbe, Verbeken & Watling 2007                                    | Малайзия                               |                                      |
| Lactarius muscicola Hesler & A.H. Sm. 1979                         | США, Теннесси                          | Лиственные леса                      |
| Lactarius pallidiolivaceus Hesler & A.H. Sm. 1979                  | Северо-запад США                       | Хвойные леса                         |
| Lactarius petersenii Hesler & A.H. Sm. 1979                        | США: Теннесси и Огайо                  | Смешанные леса                       |
| Lactarius picinus Fr. 1838                                         | Евразия                                | Хвойные и смешанные леса             |
| Lactarius pseudogerardii Hesler & A.H. Sm. 1979                    | США: Мичиган                           |                                      |
| Lactarius pterosporus Romagn. 1949                                 | Евразия                                | Лиственные леса                      |
| Lactarius romagnesii Bon 1979                                      |                                        |                                      |
| Lactarius ruginosus Romagn. 1957                                   | Северная Америка, Европа               | Лиственные леса                      |
| Lactarius subgerardii Hesler & A.H. Sm. 1979                       | США: Теннесси                          | Хвойные леса                         |
| Lactarius subisabellinus Murrill 1948                              | Юг США                                 |                                      |
| Lactarius subplinthogalus Coker 1918 — Млечник морщинистошляпковый | Юго-восток США, Япония, Дальний Восток |                                      |
| Lactarius subtomentosus Berk. & Ravenel 1859                       | США: Северная Каролина                 |                                      |
| Lactarius subvernalis Hesler & A.H. Sm. 1960                       | США                                    | Смешанные леса                       |
| Lactarius sumstinei Peck 1905                                      | США: Пенсильвания                      | На лесных полянах                    |
| Lactarius texensis (A.H. Sm. & Hesler) Hesler & A.H. Sm. 1979      | США: Техас                             | Смешанные леса                       |
| Lactarius westii Murrill 1940                                      | США: Флорида                           | Лиственные леса                      |
| Lactarius xanthydrorheus Singer 1945                               | США: Флорида                           |                                      |

## СекцияDulcesR. Heim ex Singer
Синонимы:
- Lactarius subg. Lactifluus (Burl.) Hesler & A.H. Sm. 1979

Плодовые тела крепкие. Шляпка сухая, бархатистая, реже матовая или волосистая, белого или ярко-жёлтого, оранжевого или красного цвета. Млечный сок обычно обильный, на воздухе цвет не меняет или становится жёлтым, коричневатым, розоватым, винно-коричным, реже зелёным или серым.
| Название                                                                                                   | Ареал                                         | Экология                                    |
| --- | --------------------------------------------- | ------------------------------------------- |
| Lactarius allardii Coker 1918                                                                              | Центральная часть США                         | Смешанные и лиственные леса                 |
| Lactarius allochrous Singer 1948                                                                           | США: Флорида                                  | Лиственные леса                             |
| Lactarius angustifolius Hesler & A.H. Sm. 1979                                                             | США, Техас                                    | Лиственные леса                             |
| Lactarius bertillonii (Neuhoff ex Z. Schaef.) Bon 1980 — Млечник Бертиллона                                |                                               |                                             |
| Lactarius caeruleitinctus Murrill 1939                                                                     | США: Флорида                                  | Смешанные леса                              |
| Lactarius corrugis Peck 1879                                                                               | Северная Америка, Азия                        | Смешанные и лиственные леса                 |
| Lactarius deceptivus Peck 1885                                                                             | Восток Северной Америки                       | Смешанные, лиственные и хвойные леса        |
| Lactarius dryadophilus Kühner 1975                                                                         |                                               |                                             |
| Lactarius echinatus Thiers 1957                                                                            | США: Техас                                    | Смешанные леса                              |
| Lactarius glaucescens Crossl. 1900 — Груздь сизоватый                                                      |                                               |                                             |
| Lactarius hygrophoroides Berk. & M.A. Curtis 1859 — Млечник гигрофороподобный, или Млечник гигрофоровидный | Северная Америка                              | Лиственные леса                             |
| Lactarius luteolus Peck 1896 — Млечник желтоватый                                                          | Юго-восток Северной Америки                   | Смешанные и лиственные леса                 |
| Lactarius mordax Thiers 1957                                                                               | США: Техас                                    | Смешанные леса                              |
| Lactarius neuhoffii Hesler & A.H. Sm. 1979                                                                 | Восток США                                    | Лиственные леса                             |
| Lactarius peckii Burl. 1908                                                                                | Юго-восток США                                | Лиственные леса                             |
| Lactarius pervelutinus Hesler & A.H. Sm. 1979                                                              | США: Мичиган                                  | Лиственные леса                             |
| Lactarius piperatus (L.) Pers. 1797 — Груздь перечный, или Млечник перечный                                | Северная Америка, Европа, занесён в Австралию | Лиственные леса                             |
| Lactarius similis Hesler & A.H. Sm. 1979                                                                   | США: Миссисипи                                | Лиственные леса                             |
| Lactarius subpiperatus Hongo 1964                                                                          | Япония: Оцу                                   | Лиственные леса                             |
| Lactarius subvellereus Peck 1898                                                                           | Центральная часть США                         | Смешанные леса                              |
| Lactarius subvelutinus Peck 1904                                                                           | США: Нью-Йорк и Теннесси                      |                                             |
| Lactarius tomentosomarginatus Hesler & A.H. Sm. 1979                                                       | США: Мичиган                                  |                                             |
| Lactarius vellereus (Fr.) Fr. 1838 — Скрипица                                                              | Север Европы                                  | Лиственные леса                             |
| Lactarius volemus (Fr.) Fr. 1838 — Груздь красно-коричневый, или Подмолочник — типовой вид секции Dulces   | Европа, запад Северной Америки                | Лиственные леса                             |
| Lactarius waltersii Hesler & A.H. Sm. 1979                                                                 | США: Огайо                                    | Лиственные леса, образует «ведьмины кольца» |

## СекцияLactarius
Синонимы:
- Lactarius subg. Piperites (Fr.) Kauffman 1918

Плодовые тела подпадают под одну из следующих характеристик:
1. Кутикула шляпки сразу становится сиренево-красной при KOH;
2. Шляпка жёлтого цвета, пластинки при повреждении становятся сиреневатыми, розоватыми или фиолетовыми;
3. Край шляпки сначала волосистый;
4. Кутикула шляпки — нередко довольно толстый иксокутис. Ножка жёсткая, 10—35 мм толщиной;
5. Кутикула — иксокутис. Ножка ломкая или жёсткая. Млечный сок желтеет.

| Название                                                                                            | Ареал                             | Экология                    |
| --------------------------------------------------------------------------------------------------- | --------------------------------- | --------------------------- |
| Lactarius agglutinatus Burl. 1908                                                                   | США, Северная Каролина            | Лиственные и смешанные леса |
| Lactarius albocarneus Britzelm. 1895                                                                |                                   |                             |
| Lactarius albolutescens Thiers 1957                                                                 | США: Техас                        | Смешанные леса              |
| Lactarius alnicola A.H. Sm. 1960 — Млечник ольховый                                                 | Запад США                         | Смешанные леса              |
| Lactarius aquizonatus Kytöv. 1984                                                                   |                                   |                             |
| Lactarius arcuatus Murrill 1941                                                                     | США: Флорида                      | Лиственные леса             |
| Lactarius aroostookensis Hesler & A.H. Sm. 1979                                                     | США: Мэн                          | Лиственные леса             |
| Lactarius aspideoides Burl. 1907                                                                    | Северная Америка                  | Смешанные леса              |
| Lactarius aspideus (Fr.) Fr. 1838 — Млечник щитовидный                                              | США, Европа                       |                             |
| Lactarius atroviridis Peck 1889                                                                     | Восток Северной Америки           | Хвойные и лиственные леса   |
| Lactarius aurantiacoochraceus Lar.N. Vassiljeva 1950 — Млечник оранжево-охристый                    | Евразия                           | Хвойные и смешанные леса    |
| Lactarius auriolla Kytöv. 1984                                                                      |                                   |                             |
| Lactarius ausablensis Hesler & A.H. Sm. 1979                                                        | США: Мичиган                      | Хвойные леса                |
| Lactarius brunneoviolaceus M.P. Christ. 1941                                                        |                                   |                             |
| Lactarius bubalinus Hesler & A.H. Sm. 1979                                                          | США: Теннесси                     | Лиственные леса             |
| Lactarius carolinensis Hesler 1960                                                                  | Восток США                        | Смешанные и лиственные леса |
| Lactarius chrysorrheus Fr. 1838 — Млечник золотистомлечный                                          | Европа, Северная Америка          | Смешанные и лиственные леса |
| Lactarius citriolens Pouzar 1968                                                                    | Европа                            |                             |
| Lactarius colorascens Peck 1905                                                                     |                                   |                             |
| Lactarius controversus Pers. 1800 — Груздь тополевый                                                | Северная Америка, Евразия         | Лиственные леса             |
| Lactarius croceus Burl. 1908                                                                        | Восток США                        | Лиственные леса             |
| Lactarius delicatus Burl. 1908                                                                      | США: Теннесси и Северная Каролина | Лиственные леса             |
| Lactarius dispersus Hesler & A.H. Sm. 1979                                                          | США: Северная Каролина            |                             |
| Lactarius dunfordii Hesler & A.H. Sm. 1979                                                          | США: Теннесси                     | Хвойные леса                |
| Lactarius evosmus Kühner & Romagn. 1954                                                             |                                   |                             |
| Lactarius fennoscandicus Verbeken & Vesterh. 1998                                                   | Европа                            |                             |
| Lactarius flavidulus S. Imai 1935                                                                   | Япония: Хоккайдо                  |                             |
| Lactarius floridanus Beardslee & Burl. 1940                                                         | США: Флорида                      | Хвойные и лиственные леса   |
| Lactarius fluens Boud. 1899                                                                         |                                   |                             |
| Lactarius furcatus Coker 1918                                                                       | США: Северная Каролина            |                             |
| Lactarius gossypinus Hesler & A.H. Sm. 1979                                                         | США: Вайоминг                     | Хвойные леса                |
| Lactarius groenlandicus Terk. 1956                                                                  | Гренландия                        | Лиственные леса             |
| Lactarius hysginoides Korhonen & T. Ulvinen 1985                                                    |                                   |                             |
| Lactarius incarnatozonatus Hesler & A.H. Sm. 1979                                                   | США: Массачусетс                  | Смешанные леса              |
| Lactarius insulsus (Fr.) Fr. 1838 — Млечник дубовый                                                 | Евразия, Северная Америка         | Лиственные леса             |
| Lactarius lanuginosus Burl. 1908                                                                    | США: Северная Каролина            | Лиственные леса             |
| Lactarius lentus Coker 1918                                                                         | США: Северная Каролина            |                             |
| Lactarius leonis Kytöv. 1984                                                                        |                                   |                             |
| Lactarius luridus (Pers.) Gray 1821                                                                 |                                   |                             |
| Lactarius luteocanus Hesler & A.H. Sm. 1979                                                         | США: Мичиган                      |                             |
| Lactarius maculatipes Burl. 1942                                                                    | США                               | Лиственные леса             |
| Lactarius mairei Malençon 1939                                                                      | Европа: Англия                    |                             |
| Lactarius musteus Fr. 1838 — Млечник белый                                                          |                                   |                             |
| Lactarius nanus J. Favre 1955                                                                       |                                   |                             |
| Lactarius olivaceoumbrinus Hesler & A.H. Sm. 1979                                                   | Северо-запад США                  | Хвойные леса                |
| Lactarius olivinus Kytöv. 1984                                                                      |                                   |                             |
| Lactarius olympianus Hesler & A.H. Sm. 1979                                                         | Запад США                         |                             |
| Lactarius payettensis A.H. Sm. 1960                                                                 | США: Айдахо и Колорадо            | Хвойные леса                |
| Lactarius pilatii Z. Schaef. 1968                                                                   |                                   |                             |
| Lactarius pinckneyensis Hesler & A.H. Sm. 1979                                                      | США: Мичиган                      | Лиственные леса             |
| Lactarius porninsis Rolland 1889 — Млечник оранжевый                                                | Евразия                           | Лиственные леса             |
| Lactarius proximellus Beardslee & Burl. 1940                                                        | США, Флорида                      | Лиственные леса             |
| Lactarius psammicola A.H. Sm. 1941                                                                  | Восток США                        | Смешанные леса              |
| Lactarius pseudoaspideus Hesler & A.H. Sm. 1979                                                     | США: Северная Каролина            |                             |
| Lactarius pseudodeceptivus Hesler & A.H. Sm. 1979                                                   | Север США, Канада                 | Хвойные леса                |
| Lactarius pseudodelicatus A.H. Sm. 1960                                                             | США: Мичиган                      | Хвойные леса                |
| Lactarius pseudouvidus Kühner 1975                                                                  |                                   |                             |
| Lactarius pubescens Fr. 1838 — Волнушка белая                                                       | Евразия, Северная Америка         | Лиственные леса             |
| Lactarius repraesentaneus Britzelm. 1885 — Млечник представительный                                 | Северная Америка, Европа          | Хвойные леса                |
| Lactarius resimus (Fr.) Fr. 1838 — Груздь сырой                                                     | Евразия, Северная Америка         | Смешанные леса              |
| Lactarius roseozonatus (H. Post) Britzelm. 1885                                                     |                                   |                             |
| Lactarius salicis-herbaceae Kühner 1975                                                             |                                   |                             |
| Lactarius salicis-reticulatae Kühner 1975                                                           |                                   |                             |
| Lactarius sanmiguelensis Hesler & A.H. Sm. 1979                                                     | США: Колорадо                     |                             |
| Lactarius scoticus Berk. & Broome 1879                                                              |                                   |                             |
| Lactarius scrobiculatus (Scop.) Fr. 1838 — Млечник жёлтый                                           | Евразия, Северная Америка         | Хвойные леса                |
| Lactarius sordidus Peck 1873                                                                        | США: Нью-Йорк                     | Хвойные леса                |
| Lactarius speciosus Burl. 1908                                                                      | Восток США                        | Лиственные и смешанные леса |
| Lactarius subcircellatus Kühner 1975                                                                |                                   |                             |
| Lactarius subpaludosus Hesler & A.H. Sm. 1979                                                       | США: Мичиган                      | Лиственные леса             |
| Lactarius subtorminosus Coker 1918                                                                  | США: Северная Каролина            |                             |
| Lactarius subvillosus Hesler & A.H. Sm. 1979                                                        | США: Калифорния                   |                             |
| Lactarius syringinus Z. Schaef. 1956                                                                |                                   |                             |
| Lactarius torminosus (Schaeff.) Pers. 1797 — Волнушка розовая — типовой вид рода и секции Lactarius | Евразия, Северная Америка         | Лиственные леса             |
| Lactarius tuomikoskii Kytöv. 1984                                                                   |                                   |                             |
| Lactarius utilis (Weinm.) Fr. 1838                                                                  |                                   |                             |
| Lactarius villosozonatus G.F. Atk. 1918                                                             | США: Нью-Йорк                     |                             |
| Lactarius villosus Clem. 1896                                                                       | США: Небраска                     |                             |
| Lactarius vinaceorufescens A.H. Sm. 1960 — Млечник виннопятнистый                                   |                                   | Хвойные леса                |
| Lactarius vinaceosporus Hesler & A.H. Sm. 1979                                                      | США: Теннесси                     |                             |
| Lactarius yazooensis Hesler & A.H. Sm. 1979                                                         | США: Миссисипи                    | Лиственные леса             |
| Lactarius zonarioides Kühner & Romagn. 1953                                                         |                                   |                             |
| Lactarius zonarius (Bull.) Fr. 1838 — Млечник зональный                                             | Европа                            | Лиственные леса             |

## СекцияTristesHesler & A.H. Sm.
Шляпка чёрноватого, буроватого, сероватого или беловатого цвета. Кутикула шляпки нередко декстриноидная.
| Название                                                                            | Ареал                                     | Экология                    |  |
| ----------------------------------------------------------------------------------- | ----------------------------------------- | --------------------------- |  |
| Lactarius acerrimus Britzelm. 1893 — Млечник жгучий                                 | Евразия                                   | Лиственные леса             |  |
| Lactarius albidus Peck 1885                                                         | США: Нью-Йорк                             |                             |  |
| Lactarius argillaceifolius Hesler & A.H. Sm. 1979                                   | Северная Америка                          | Лиственные леса             |  |
| Lactarius blennius (Fr.) Fr. 1838                                                   | Европа                                    | Лиственные леса             |  |
| Lactarius caespitosus Hesler & A.H. Sm. 1979                                        | Северо-запад США                          | Хвойные леса                |  |
| Lactarius californiensis Hesler & A.H. Sm. 1979                                     | Северо-запад США                          |                             |  |
| Lactarius carminascens Hesler & A.H. Sm. 1979                                       | США: Теннесси                             | Смешанные леса              |  |
| Lactarius cascadensis Hesler & A.H. Sm. 1979                                        | Северо-запад США                          | Лиственные леса             |  |
| Lactarius cinereus Peck 1872                                                        | США                                       |                             |  |
| Lactarius circellatus Fr. 1838 — Млечник зонистый                                   | Европа, северо-запад США                  | Лиственные леса             |  |
| Lactarius confusus S. Lundell 1939                                                  | Европа                                    |                             |  |
| Lactarius cordovaensis Hesler & A.H. Sm. 1979                                       | США: Аляска                               | Хвойные леса                |  |
| Lactarius depressus Hesler & A.H. Sm. 1979                                          | США: Мичиган и Висконсин                  | Смешанные леса              |  |
| Lactarius flexuosus (Pers.) Gray 1821                                               | Евразия                                   | Лиственные и смешанные леса |  |
| Lactarius fumaecolor Burl. 1945                                                     | США: Флорида                              | Лиственные леса             |  |
| Lactarius fuscoolivaceus Hesler & A.H. Sm. 1979                                     | США: Теннесси                             | Хвойные леса                |  |
| Lactarius glutigriseus V.L. Wells & Kempton 1975                                    | США, Аляска                               | Хвойные леса                |  |
| Lactarius glutinopallens F.H. Møller & J.E. Lange 1940                              | Европа                                    |                             |  |
| Lactarius glutinosus Sumst. 1941                                                    | США: Пенсильвания                         | Смешанные леса              |  |
| Lactarius glyciosmus (Fr.) Fr. 1838 — Млечник пахучий                               | Евразия, Северная Америка, Новая Зеландия | Лиственные леса             |  |
| Lactarius grandisporus Lar.N. Vassiljeva 1950 — Млечник крупноспоровый              | Россия: Приморский край                   | Лиственные леса             |  |
| Lactarius griseus Peck 1873 — Млечник серый                                         | Восток Северной Америки                   |                             |  |
| Lactarius hibbardae Peck 1908                                                       | Северная Америка                          | Смешанные и хвойные леса    |  |
| Lactarius kauffmanii Hesler & A.H. Sm. 1979                                         | Северо-запад Северной Америки             | Хвойные леса                |  |
| Lactarius lepidotus Hesler & A.H. Sm. 1979                                          | США: Вашингтон                            | Лиственные леса             |  |
| Lactarius mackinawensis Hesler & A.H. Sm. 1979                                      | Северная Америка, Онтарио и Мичиган       | Смешанные леса              |  |
| Lactarius maculatus Peck 1888                                                       | США                                       | Хвойные леса                |  |
| Lactarius maculosus Murrill 1916 — типовой вид секции Tristes                       | США: Нью-Йорк                             |                             |  |
| Lactarius mammosus Fr. 1838                                                         | Европа                                    |                             |  |
| Lactarius mucidus Burl. 1908                                                        | Восток США                                | Хвойные леса                |  |
| Lactarius olivaceobrunneus Hesler 1979                                              | Восток США                                | Смешанные леса              |  |
| Lactarius pallescens Hesler & A.H. Sm. 1979                                         | Канада, север США                         |                             |  |
| Lactarius paludinellus Peck 1885                                                    | США: Нью-Йорк                             |                             |  |
| Lactarius praezonatus Murrill 1943                                                  | Восток США                                |                             |  |
| Lactarius pseudoflexuosus Hesler & A.H. Sm. 1979                                    | Восток Северной Америки                   | Смешанные леса              |  |
| Lactarius pseudomaculatus Hesler & A.H. Sm. 1979                                    | США: Теннесси                             | Лиственные леса             |  |
| Lactarius pseudomucidus Hesler & A.H. Sm. 1979                                      | Северо-запад Северной Америки             |                             |  |
| Lactarius pungens Hesler & A.H. Sm. 1979                                            | США: Теннесси                             | Смешанные леса              |  |
| Lactarius purpureoechinatus Hesler & A.H. Sm. 1979                                  | Восток США                                | Смешанные леса              |  |
| Lactarius pusillus Bres. 1929                                                       | Европа                                    | Лиственные леса             |  |
| Lactarius pyrogalus (Bull.) Fr. 1838 — Млечник жгуче-млечный                        | Евразия, Северная Америка                 | Смешанные и лиственные леса |  |
| Lactarius sakamotoi S. Imai 1935 — Млечник Сакамото                                 | Япония, Дальний Восток                    | Хвойные и смешанные леса    |  |
| Lactarius subpalustris Hesler & A.H. Sm. 1979                                       | Центральная часть США                     | Лиственные леса             |  |
| Lactarius tephropeplis Hesler & A.H. Sm. 1979                                       | США: Нью-Гэмпшир                          | Смешанные леса              |  |
| Lactarius uvidus (Fr.) Fr. 1838 — Млечник влажный, или Млечник мокрый               | Евразия, Северная Америка                 | Смешанные леса              |  |
| Lactarius vietus (Fr.) Fr. 1838 — Млечник блеклый                                   | Евразия, Северная Америка                 | Лиственные и смешанные леса |  |
| Lactarius violascens (J. Otto) Fr. 1838 — Млечник лиловатый, или Млечник лиловеющий | Евразия                                   | Лиственные и смешанные леса |  |

## СекцияRussulares(Fr.) Fr.
Синонимы:
- Lactarius tribus Russularia Fr. 1874

Плодовые тела крупные или мелкие, обычно более или менее ломкие. Шляпка с голым краем, слизистая, влажная или сухая, не бархатистая, иногда чешуйчатая, обычно гигрофанная. Ножка довольно ломкая, клейкая или сухая.
| Название                                                                                                   | Ареал                                 | Экология                    |
| --- | ------------------------------------- | --------------------------- |
| Lactarius affinis Peck 1873                                                                                | Северная Америка                      |                             |
| Lactarius alachuanus Murrill 1938                                                                          | США: Флорида                          |                             |
| Lactarius alpinus Peck 1875 — Млечник альпийский                                                           | Евразия, Северная Америка             |                             |
| Lactarius aquifluus Peck 1876                                                                              | Европа, Северная Америка              | Смешанные леса              |
| Lactarius areolatus Hesler & A.H. Sm. 1979                                                                 | Центральная часть Северной Америки    | Лиственные леса             |
| Lactarius atrobadius Hesler & A.H. Sm. 1979                                                                | США: Орегон                           | Хвойные леса                |
| Lactarius aurantiacus (Pers.) Gray 1821                                                                    | Европа                                | Лиственные леса             |
| Lactarius badiopallescens Hesler & A.H. Sm. 1979                                                           | США: Мичиган                          | Лиственные леса             |
| Lactarius bryophilus Peck 1910                                                                             | США: Массачусетс                      |                             |
| Lactarius camphoratus (Bull.) Fr. 1838 — Млечник камфорный                                                 | Евразия, Северная Америка             | Хвойные и смешанные леса    |
| Lactarius carbonicola A.H. Sm. 1960                                                                        | Северная Америка                      |                             |
| Lactarius clethrophilus Romagn. 1974                                                                       |                                       | Лиственные леса             |
| Lactarius cognoscibilis Beardslee & Burl. 1940                                                             | США: Флорида                          |                             |
| Lactarius coleopteris Coker 1918                                                                           | США: Северная Каролина                | Смешанные леса              |
| Lactarius cyathuliformis Bon 1978                                                                          |                                       |                             |
| Lactarius decipiens Quél. 1886 — Млечник обманчивый                                                        | Евразия                               | Хвойные и смешанные леса    |
| Lactarius duplicatus A.H. Sm. 1960                                                                         | США: Аляска, Канада                   | Смешанные леса              |
| Lactarius fragilis (Burl.) Hesler & A.H. Sm. 1979                                                          | США                                   | Хвойные леса                |
| Lactarius frustratus Hesler & A.H. Sm. 1979                                                                | США: Мичиган                          | Лиственные леса             |
| Lactarius hepaticus Plowr. 1905 — Млечник печёночный                                                       |                                       |                             |
| Lactarius highlandensis Hesler & A.H. Sm. 1979                                                             | США: Северная Каролина                | Хвойные леса                |
| Lactarius ichoratus (Batsch) Fr. 1838 — Млечник оранжево-жёлтый                                            | Евразия                               | Хвойные и смешанные леса    |
| Lactarius imperceptus Beardslee & Burl. 1940                                                               | Восток Северной Америки               | Лиственные леса             |
| Lactarius iners Kühner 1954                                                                                | Европа                                |                             |
| Lactarius hradecensis Z. Schaef. 1948                                                                      | Европа                                |                             |
| Lactarius hysginus (Fr.) Fr. 1838 — Млечник мясо-красный                                                   | Евразия, Северная Америка             | Хвойные леса                |
| Lactarius lacunarum (Romagn.) Hora 1960                                                                    | Европа                                | Лиственные и смешанные леса |
| Lactarius lanceolatus O.K. Mill. & Laursen 1973                                                            | США: Аляска                           |                             |
| Lactarius lilacinus (Lasch) Fr. 1838 — Млечник сиреневый                                                   | Европа                                |                             |
| Lactarius limacinus Beardslee & Burl. 1940                                                                 | США: Флорида                          | Лиственные леса             |
| Lactarius luculentus Burl. 1936                                                                            | Запад Северной Америки                | Хвойные леса                |
| Lactarius luteus A. Blytt 1905                                                                             | Европа: Норвегия                      |                             |
| Lactarius midlandensis Hesler & A.H. Sm. 1979                                                              | США: Мичиган, Висконсин               | Хвойные леса                |
| Lactarius mitissimus (Fr.) Fr. 1838 — Млечник неедкий, или Млечник нежный                                  | Евразия, Гренландия                   | Хвойные и смешанные леса    |
| Lactarius moschatus Hesler & A.H. Sm. 1979                                                                 | США: Техас                            | Хвойные и смешанные леса    |
| Lactarius minusculus Burl. 1907                                                                            | США: Вермонт                          |                             |
| Lactarius mutabilis Peck 1890                                                                              | Восток Северной Америки               | Хвойные и смешанные леса    |
| Lactarius nancyae Hesler & A.H. Sm. 1979                                                                   | США: Мичиган                          | Смешанные леса              |
| Lactarius neotabidus A.H. Sm. 1983                                                                         | Север Северной Америки                |                             |
| Lactarius nimkeae Hesler & A.H. Sm. 1979                                                                   | США: Мичиган                          | Лиственные леса             |
| Lactarius obscuratus (Lasch) Fr. 1838 — Млечник тёмный                                                     |                                       |                             |
| Lactarius occidentalis A.H. Sm. 1960                                                                       | Северо-запад Северной Америки, Европа | Лиственные и хвойные леса   |
| Lactarius oculatus (Peck) Burl. 1907                                                                       | США: Мичиган                          |                             |
| Lactarius omphaliiformis Romagn. 1974                                                                      | Европа                                | Лиственные леса             |
| Lactarius pallidus Pers. 1797                                                                              | Европа                                | Смешанные леса              |
| Lactarius parvulus Murrill 1940                                                                            | США: Флорида                          |                             |
| Lactarius pseudoaffinis Hesler & A.H. Sm. 1979                                                             | США: Северная Каролина                | Хвойные леса                |
| Lactarius quietus (Fr.) Fr. 1838 — Млечник нейтральный, или Млечник спокойный                              | Евразия, Северная Америка             | Смешанные леса              |
| Lactarius rimosellus Peck 1906                                                                             | Восток Северной Америки               | Хвойные леса                |
| Lactarius rufulus Peck 1907                                                                                | США: Калифорния                       | Лиственные леса             |
| Lactarius rufus (Scop.) Fr. 1838 — Горькушка, или Млечник горький                                          | Евразия, Северная Америка             | Хвойные леса                |
| Lactarius serifluus (DC.) Fr. 1838 — Млечник водянисто-млечный                                             | Европа, США: Нью-Йорк                 | Смешанные и лиственные леса |
| Lactarius sphagneti (Fr.) Neuhoff 1956                                                                     |                                       |                             |
| Lactarius spinosulus Quél. 1880                                                                            | Европа                                | Лиственные леса             |
| Lactarius splendens Hesler & A.H. Sm. 1979                                                                 | Восток Северной Америки               | Хвойные леса                |
| Lactarius subdulcis (Pers.) Gray 1821 — Краснушка, или Млечник сладковатый — типовой вид секции Russulares | Европа                                | Лиственные леса             |
| Lactarius subflammeus Hesler & A.H. Sm. 1979                                                               | Северо-запад Северной Америки         | Хвойные леса                |
| Lactarius sublacustris Hesler & A.H. Sm. 1979                                                              | США: Мичиган                          |                             |
| Lactarius subolivaceus Hesler & A.H. Sm. 1979                                                              | США: Теннесси                         | Хвойные леса                |
| Lactarius subserifluus Longyear 1902                                                                       | США: Мичиган                          | Лиственные леса             |
| Lactarius substriatus A.H. Sm. 1960                                                                        | Северо-запад Северной Америки         | Хвойные леса                |
| Lactarius subtestaceus Murrill 1939                                                                        | США: Флорида                          |                             |
| Lactarius subumbrinus Hesler & A.H. Sm. 1979                                                               | США: Северная Каролина                | Хвойные леса                |
| Lactarius subumbonatus Lindgr. 1845                                                                        |                                       |                             |
| Lactarius subviscidus Hesler & A.H. Sm. 1979                                                               | США: Вашингтон                        | Хвойные леса                |
| Lactarius subzonarius Hongo 1957                                                                           | Япония: Оцу                           | Лиственные леса             |
| Lactarius tabidus Fr. 1838 — Млечник чахлый                                                                |                                       |                             |
| Lactarius theiogalus (Bull.) Gray 1821 — Млечник серно-млечный                                             | Евразия, Северная Америка             | Лиственные и смешанные леса |
| Lactarius thiersii Hesler & A.H. Sm. 1979                                                                  | США: Калифорния                       | Хвойные леса                |
| Lactarius tithymalinus (Scop.) Fr. 1838                                                                    |                                       |                             |
| Lactarius trivialis (Fr.) Fr. 1838 — Млечник обыкновенный                                                  | Евразия, Северная Америка             |                             |
| Lactarius umbrinopapillatus Hesler & A.H. Sm. 1979                                                         | США: Мэриленд                         | Хвойные леса                |
| Lactarius vinaceopallidus Hesler & A.H. Sm. 1979                                                           | Северная Америка                      | Хвойные леса                |

## Не определена принадлежность
Ниже представлены виды, по тем или иным причинам не включённые в вышеописанные подроды, однако являющиеся принятыми.
- Lactarius acutus R. Heim 1955
- Lactarius adhaerens R. Heim 1938
- Lactarius akanensis S. Imai 1935
- Lactarius albus Velen. 1920
- Lactarius amarus R. Heim 1938
- Lactarius amazonensis Singer 1983
- Lactarius angustus R. Heim & Gooss.-Font. 1955
- Lactarius annulatoangustifolius (Beeli) Buyck 1989
- Lactarius annulifer Singer 1983
- Lactarius arcuatus Murrill 1941
- Lactarius arsenei R. Heim 1938
- Lactarius atlanticus Bon 1975
- Lactarius atrosquamulosus X. He 1996
- Lactarius atrovelutinus J.Z. Ying 1991
- Lactarius aurantiifolius Verbeken 1996
- Lactarius aureifolius Verbeken 1996
- Lactarius avellaneus S. Imai 1935
- Lactarius badiosanguineus Kühner & Romagn. 1954
- Lactarius baliophaeus Pegler 1969
- Lactarius barbatus Verbeken 1996
- Lactarius beardsleei Burl. 1945
- Lactarius bensleyae Burl. 1907
- Lactarius borzianus (Cavara) Verbeken & Nuytinck 2004
- Lactarius braunii Rick 1930
- Lactarius brasiliensis Singer 1983
- Lactarius brunellus S.L. Mill., Aime & T.W. Henkel 2002
- Lactarius caperatus R. Heim & Gooss.-Font. 1955
- Lactarius carnosus Velen. 1921
- Lactarius castanopus Sarnari 1992
- Lactarius cavinae Velen. 1920
- Lactarius chamaeleontinus R. Heim 1955
- Lactarius changbaiensis Y. Wang & Z.X. Xie 1984
- Lactarius chiapanensis Montoya, Band.-Muñoz & Guzmán 1996
- Lactarius chichuensis W.F. Chiu 1945
- Lactarius chromospermus Pegler 1982
- Lactarius claricolor R. Heim 1938
- Lactarius clarkeae Cleland 1927
- Lactarius clelandii Grgur. 1997
- Lactarius clitocybiformis Murrill 1948
- Lactarius cocosiolens Methven 1985
- Lactarius cognoscibilis Beardslee & Burl. 1940
- Lactarius congolensis Beeli 1928
- Lactarius cookei Z. Schaef. 1960
- Lactarius corbula R. Heim & Gooss.-Font. 1955
- Lactarius cupricolor Z. Schaef. 1966
- Lactarius cyanovirescens Verbeken 1996
- Lactarius denigricans Verbeken & Karhula 1996
- Lactarius edulis Verbeken & Buyck 1994
- Lactarius epitheliosus Buyck & Courtec. 1991
- Lactarius firmus Pacioni & Lalli 1989
- Lactarius flammans Verbeken 1995
- Lactarius flavidus Boud. 1887
- Lactarius gigasporus Singer 1983
- Lactarius goossensiae Beeli 1928
- Lactarius grammoloma E.H.L. Krause 1928
- Lactarius guanacastensis Singer 1983
- Lactarius gymnocarpoides Verbeken 1995
- Lactarius gymnocarpus R. Heim ex Singer 1946
- Lactarius heimii Verbeken 1996
- Lactarius himalayanus Rawla & Sarwal 1983
- Lactarius hirtipes J.Z. Ying 1991
- Lactarius hyphoinflatus R. W. Rayner 2003
- Lactarius ilicis Sarnari 1993
- Lactarius illyricus Piltaver 1992
- Lactarius indusiatus Verbeken 1996
- Lactarius irregularis A. Blytt 1905
- Lactarius kabansus Pegler & Piearce 1980
- Lactarius kalospermus (Beeli) Verbeken & Walleyn 1996
- Lactarius kivuensis Verbeken 1996
- Lactarius laevigatus Verbeken 1996
- Lactarius lanceolatus O.K. Mill. & Laursen 1973
- Lactarius latifolius Gooss.-Font. & R. Heim 1955
- Lactarius limacium Velen. 1920
- Lactarius longipes Verbeken 1996
- Lactarius longisporus Verbeken 1995
- Lactarius luteopus Verbeken 1995
- Lactarius maliodorus Boud. 1900
- Lactarius mamorensis Singer 1983
- Lactarius manzanitae Methven 1985
- Lactarius marcipanis Velen. 1920
- Lactarius maruiaensis McNabb 1971
- Lactarius mea Grgur. 1997
- Lactarius mediterraneensis Llistos. & Bellù 1996
- Lactarius medusae Verbeken 1995
- Lactarius melanodermus R. Heim & Gooss.-Font. 1955
- Lactarius melanogalus R. Heim ex R. Heim 1955
- Lactarius mexicanus A. Kong & Estrada 1994
- Lactarius microsporus Sosin 1960
- Lactarius moravicus Z. Schaef. 1979
- Lactarius multiceps S.L. Mill., Aime & T.W. Henkel 2002
- Lactarius muscosus Velen. 1920
- Lactarius neotropicus Singer 1952
- Lactarius nonpiscis Verbeken 1996
- Lactarius odoratus Velen. 1920
- Lactarius novae-zelandiae McNabb 1971
- Lactarius oedohyphosus Idzerda & Noordel. 1997
- Lactarius ogasawarashimensis S. Ito & S. Imai 1940
- Lactarius omeiensis W.F. Chiu 1945
- Lactarius pallidipes Singer 1983
- Lactarius panuoides Singer 1952
- Lactarius paucifluus Murrill 1948
- Lactarius paulensis Singer 1983
- Lactarius pellucidus Gooss.-Font. & R. Heim 1955
- Lactarius pergamenus (Sw.) Fr. 1838 — Груздь пергаментный
- Lactarius phlebonemus R. Heim & Gooss.-Font. 1955
- Lactarius phlebophyllus R. Heim 1938
- Lactarius pisci R. Heim 1938
- Lactarius planus Umemura 1923
- Lactarius pseudogymnocarpus Verbeken 1995
- Lactarius pseudotorminosus R. Heim 1938
- Lactarius pseudovolemus R. Heim 1938
- Lactarius pulchrispermus Verbeken 1996
- Lactarius pumilus Verbeken 1996
- Lactarius pusillisporus Verbeken 1996
- Lactarius reticulatus (Berk.) Singer 1956
- Lactarius riparius Methven 1985
- Lactarius roseolus Verbeken 1996
- Lactarius rostratus Heilm.-Claus. 1998
- Lactarius rubiginosus Verbeken 1996
- Lactarius rubrocinctus Fr. 1863
- Lactarius rubroviolascens R. Heim 1938
- Lactarius rugosus Velen. 1920
- Lactarius rumongensis Verbeken 1996
- Lactarius russuliformis (Beeli) Verbeken 1996
- Lactarius ruvubuensis Verbeken 1996
- Lactarius saponaceus Verbeken 1996
- Lactarius sepiaceus McNabb 1971
- Lactarius sesemotani (Beeli) Buyck 1989
- Lactarius siccus Velen. 1920
- Lactarius steffenii Rick 1930
- Lactarius stephensii (Berk.) Verbeken & Walleyn 2004
- Lactarius striatus R. Heim 1938
- Lactarius subalpinus A. Blytt 1905
- Lactarius subamarus Verbeken 1996
- Lactarius subclarkeae Grgur. 1997
- Lactarius subpallidipes Singer 1983
- Lactarius subreticulatus Singer 1983
- Lactarius subresimus O.K. Mill. 1982
- Lactarius subruginosus J. Blum ex Bon 1985
- Lactarius subtestaceus Murrill 1939
- Lactarius sulcatulus Verbeken 1996
- Lactarius tawae McNabb 1971
- Lactarius terenopus Romagn. 1957
- Lactarius thakalorum Bills & Cotter 1989
- Lactarius torminosulus Knudsen & T. Borgen 1996
- Lactarius tottoriensis Matsuura 1934
- Lactarius tricolor Massee 1908
- Lactarius umerensis McNabb 1971
- Lactarius undulatus Verbeken 1996
- Lactarius urens Verbeken 1996
- Lactarius uyedae Singer 1985
- Lactarius velutissimus Verbeken 1996
- Lactarius vestipes Velen. 1920
- Lactarius viscosus Velen. 1920
- Lactarius wenquanensis Y. Wang & Z.X. Xie 1984
- Lactarius wirrabara Grgur. 1997
- Lactarius xanthogalactus Peck 1907
- Lactarius zenkeri (Henn.) Singer 1942